# ミネソタ大学ツインシティー校
ミネソタ大学ツインシティー校（ミネソタだいがくツインシティーこう、The University of Minnesota, Twin Cities）は、ミネソタ州ミネアポリスと同州の州都セントポールにまたがって本部を置くアメリカ合衆国の州立大学。大学の略称は「U of M」、「UMTC」、「UMN」。1851年設置。州立大学トップ校で形成される「パブリック・アイビー」の一校として数えられており、これまでに計25名（10名の卒業生、15名の教授）のノーベル賞受賞者を輩出している名門大学である。北米トップクラスの学術機関で構成されるアメリカ大学協会（The Association of American Universities, AAU）とビッグテン・アカデミックアライアンス（Big Ten Academic Alliance）に加盟している。公共政策分野のハンフリー公共政策大学院（Humphrey School of Public Affairs）は全米TOP10を誇り、ロースクール（Minnesota Law）においても全米TOP20と評価が高い。医療・理工学の研究分野でも常に高い評価を受けており、特に公衆衛生分野や薬学分野では全米TOP10の常連である。また、世界初の電池式心臓ペースメーカーを開発・臨床実用した全米屈指の研究機関としても知られる。
ミネアポリスとセントポールの二都市を中心とした大都市圏が「Twin Cities（＝双子都市）」と呼称されるため、学校名も「ミネソタ大学ツインシティー校」という。ツインシティー校はミネソタ大学システム5校の旗艦校であり、最古、最大の大学である。他の4校は、ダルース（Duluth）校、モリス（Morris）校、クルックストン（Crookston）校、ロチェスター（Rochester）校である。同州のミネソタ州立大学（Minnesota State University）とは別の大学組織である。
総学生数は50,666人（2024年統計）で、その規模と同時に17対1の学生対教員の比率が保たれ充実した教育・研究機関としても知られる。143の学部の学位と150の大学院の学位を授与している。国際交流にも力を入れており、日本の一橋大学、名古屋大学、広島大学、上智大学をはじめ、海外250校以上の大学との交換留学プログラムを有する。

## 沿革
ミネソタ大学は、ミネソタ州が正式に第32番目の州になる7年前の1851年にプレパラトリー・スクール（Preparatory school）として設立されたが、南北戦争の間は財政難の為一時閉鎖に追い込まれた。しかし、後に「ミネソタ大学の父」として知られるミネソタの実業家兼政治家、ジョン・ピルスベリー（John Sargent Pillsbury）の援助を受け、1867年に再開した。ピルスベリーはミネソタ大学がランドグラント大学としての指定を受けられるよう尽力し、ミネソタ大学は1869年12月22日にウィリアム・フォルウェル（w:William Watts Folwell；1833-1929）の初代学長就任と共に正式に大学へと昇格を果たした。そうした経緯を経て、ミネソタ大学は古くからランドグラント大学の一つとして知られている。ミネソタ大学はランドグラント大学として連邦政府からの土地と財政面の大きな支援を背景に、州政府指導の下、特に農学や工学の理工系分野の実用的な教育・研究を奨励した。元々そうした分野はミネソタ州の産業と深く結びついていたこともあり、地域のニーズに合致し、学生数の飛躍的増加と共に大学と州の産業の大きな発展につながった。ちなみに、近年では、ミネソタ大学はスペースグラント大学（Space-grant college）にも認定されており、航空宇宙工学の分野においても米国における中心的な教育・研究機関の一つとして位置づけられている。
- 1873年 初の文学士号(Bachelor of Arts)を授与。
- 1888年 初の博士号(Ph.D)を授与。
- 1947年 ダルース校を設置。
- 1960年 モリス校を設置。
- 1966年 クルックストン校を設置。
- 2006年 ロチェスター校を設置。

ミネソタ大学ツインシティー校は、1908年にアメリカ大学協会（The Association of American Universities, AAU）の正式メンバーとなった。

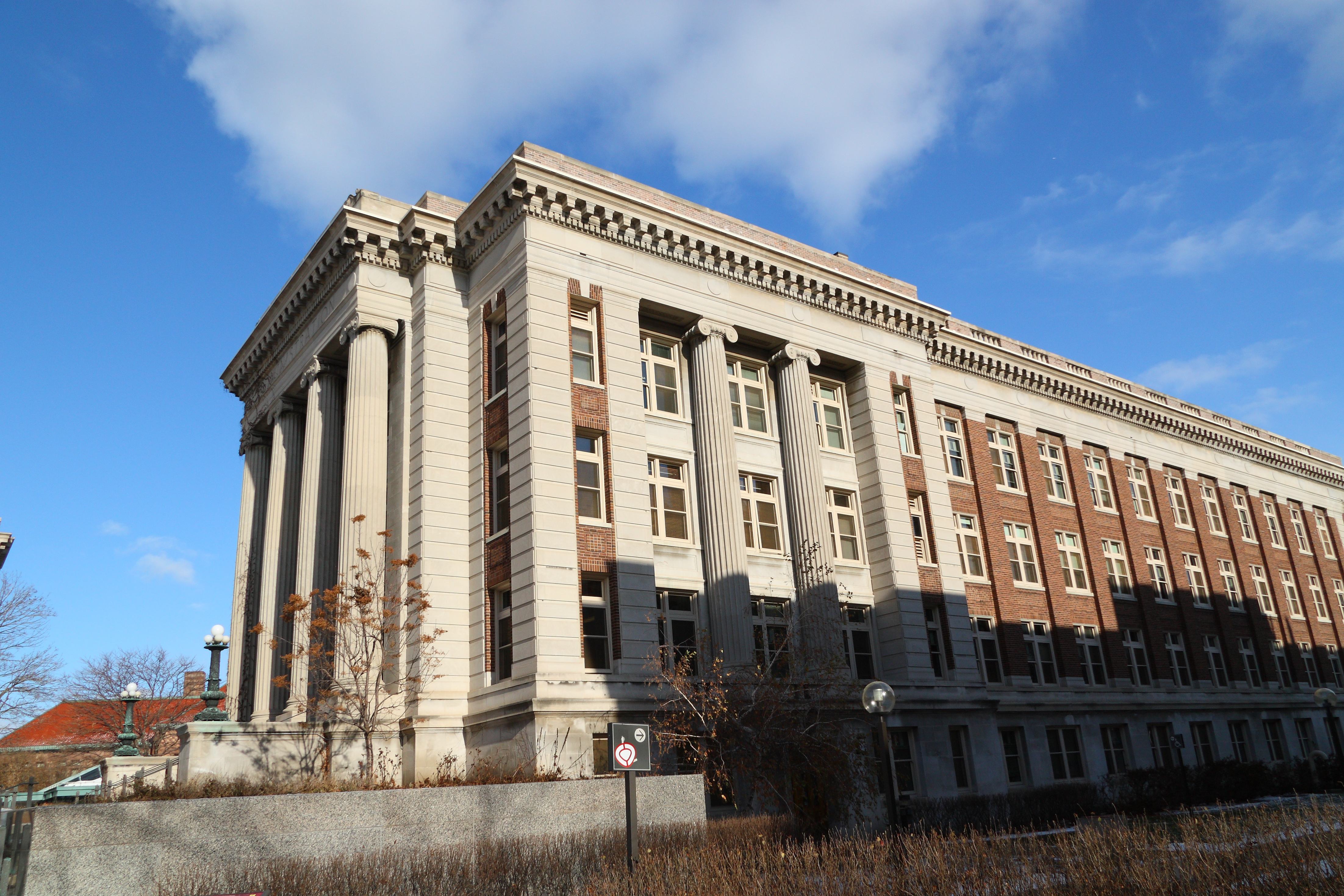
モリルホール

### 理工学部
- 1870年 The School of Science, Literature, and the Artsに数学科(Math Department)を設置[11]。
- 1872年 ミネソタ地質調査総合センター(Minnesota Geological Survey)を設置[12]。
- 1874年 地質・地球物理学科(Geology and Geophysics Department)を設置。
- 1884年 工学部(College of Engineering)を設置
- 1888年 鉱業学部(School of Mines)を設置。
- 1889年 物理学科(Physics Department)を設置。Pillsbury Hallが完成。
- 1891年 電気工学科(Electrical Engineering Department)を設置。
- 1892年 天文学科(Astronomy Department)を設置。
- 1893年 化学科(Chemistry Department)を設置。
- 1894年 工学部(College of Engineering)に数学科(Math Department)を設置。
- 1898年 機械工学科(Mechanical Engineering Department)を設置。
- 1909年 バイオシステム・農業工学科(Biosytems and Agricultural Engineering Department)（後のBioproducts and Biosystems Engineering Department）を設置。
- 1910年 土木工学科(Civil Engineering Department)を設置。
- 1918年 工学系学内誌（学生向け）「Minnesota Technolog」の初版を発行[13]。
- 1919年 化学工学科(Chemical Engineering Department)を設置。
- 1924年 工学系図書館(現在のWalter Library)が完成。
- 1929年 航空宇宙工学科(Aerospace Engineering and Mechanics Department)を設置。
- 1935年 工学部(College of Engineering), 鉱業学部(School of Mines), 建築学部(College of Architecture)を統合し、Institute of Technology(IT)を設置。
- 1938年 St. Anthony Falls Laboratoryが完成。
- 1962年 天文学科と物理学科を統合し、物理・天文学部(School of Physics and Astronomy)を設置
- 1963年 数学部(School of Mathematics)を設置。
- 1970年 コンピュータサイエンス・コンピュータ工学科(Computer Science and Engineering Department)を設置。
- 1971年 UNITE Instructional Televisionを開始[14]。
- 1987年 Center for the Development of Technological Leadership(2009年にTechnological Leadership Instituteと改称)を設置[15]。
- 1989年 建築・ランドスケープ学部(College of Architecture and Landscape Architecture)を設置。情報技術(Information Technology)の中心的な歴史史料編纂研究所として有名なチャールズ・バベッジ研究所(CBI)が完全にミネソタ大学工学部所属の研究機関となる[16]。
- 2000年 医用生体工学科(Biomedical Engineering Department)を設置。
- 2006年 ナノ構造応用センター(Center for Nanostructure Applications)を設置[17]。
- 2008年 医療機器センター(The Medical Devices Center)を設置[18]。 The St. Anthony Falls LaboratoryとNational Center for Earth-surface Dynamics(NCED)によりThe Outdoor StreamLabが完成[19]。
- 2010年 Institute of TechnologyからCollege of Science and Engineering[20]に学部名を改称。

## キャンパス

### ミネアポリス
1851年に創立された当時、ミネアポリスキャンパスはミシシッピ川にあるw:Saint Anthony Fallsを見渡せたが、後に現在の場所へ約1マイル下流に移動する事となった。この場所は、ユニバーシティアベニュー及びセントラルアベニューの交差点にある Chute Square と知られる小さな公園が現在目印となっている。キャンパス内にはフランク・ゲーリーの設計したワイズマン美術館が位置する。
ミネアポリスキャンパスは、I-94及びI-35Wの2つの州間高速道路の近くに位置している。ここはDinkytown地域及び東部上のStadium Village 地域との北部と接している。

### セントポール
セントポールキャンパスは、ファルコンハイツの郊外、セントポール市の北部に位置している。このキャンパスは主に農業関連の学科プログラムが集まっていて、その周辺には大学が管理する複数の農場がある。

## 学問
ミネソタ大学ツインシティー校は、農業からモダン・ダンスまでほぼすべての分野にわたって学科プログラムを提供している。学部は教養学部 (College of Liberal Arts)、ビジネススクール (Carlson School of Management)、生物科学部 (the College of Biological Sciences)、農産物&環境科学部 (the College of Agriculture Food and Environmental Science)、公衆衛生学部 (the School of Public Health)、医学部 (the Medical School)、天然資源学部 (the College of Natural Resources)、及び理工学部 (the College of Science and Engineering)、情報技術の歴史の中心として有名な、チャールズ・バベッジ研究所が運営) が含まれる。この大学はw:Reserve Officer Training Corpsのすべての3つの分校を保有している。

### 大学ランキング
大学院博士課程に於ける教育及び研究内容が高く評価されており、特に以下の博士課程がNational Research Councilによって合衆国の上位10位内にランクされている。
- 1位　化学工学科 (Chemical Engineering)
- 3位　地理学科 (Geography)
- 7位　心理学科 (Psychology)
- 8位　機械工学科 (Mechanical Engineering)
- 8位　経済学科 (Economics)

また、ミネソタ大学は2016年度版Academic Ranking of World Universitiesで世界33位、2016年度版U.S. News & World Reportで世界29位、2016-2017年版QS Top Universitiesで世界137位、2016-2017年版Times Higher Educationでは世界53位、2016年版Fobes America's Top Colleges では199位、公立大学としては23位にランクされている。

## スポーツ
ミネソタ大学ツインシティ校の公式スポーツチームは、ゴールデンゴーファーズで、ゴーファーズはNCAA内のビッグ・テン・カンファレンス及びw:Western Collegiate Hockey Associationのメンバーである。練習及び試合向けに使用するこのチームの施設は、ミネアポリスキャンパスの北東側に位置している。
- 2010年12月20日（月）の夜、初めてプロNFLの試合がTCFバンク・スタジアムで開催された。ミネソタ・バイキングスの本拠地メトロドームが使用できないための緊急措置。相手はシカゴ・ベアーズ。
- またメトロドームが崩壊したため2011年のビッグ・テン野球の試合会場がツインズの本拠地ターゲット・フィールド、それ以外は大学構内の野球場で行われる。

ミネソタ大学ツインシティ校は男子ホッケー（5回）、女子ホッケー（歴代最多6回）、レスリング（2002年）、及び男子ゴルフ（2002年）の全米優勝校である。
- 2014年から2015年までバイキングスが暫定的に本拠地をTCFバンク・スタジアムに移転した。

## メディア
ミネソタ大学ツインシティ校には新聞とラジオ放送局がある。
ミネソタ大学ツインシティ校の新聞はw:The Minnesota Dailyで、1900年5月1日に初めて発行された。w:The Minnesota Dailyは学生によって運営されていて、通常学期の間は毎日、サマースクールの間は毎週発行されている。また、アメリカ合衆国内で最大の学生運営新聞である。
ミネソタ大学ツインシティ校のキャンパス・ラジオ放送局はw:KUOM"Radio K"である。770kHz AMにおいて毎日放送されている。この5000ワットの放送波は80マイルにおよんでいる。また、FCC規定により、夕暮には放送を終了する。2003年に、この放送局は夜間及び週末に106.5 MHz FMにおいて低出力 (8ワット) 放送波に切り替え始めた。範囲が限定された理由により、Radio K はインターネット上でも放送を始める。
キャンパスで作られたいくつかのテレビ番組はローカル w:PBS 放送局 w:KTCI Ch.17 で放送されている。Great Conversations のいくつかのエピソードは2002年以来制作されている。